# ヘルマン・ビルング

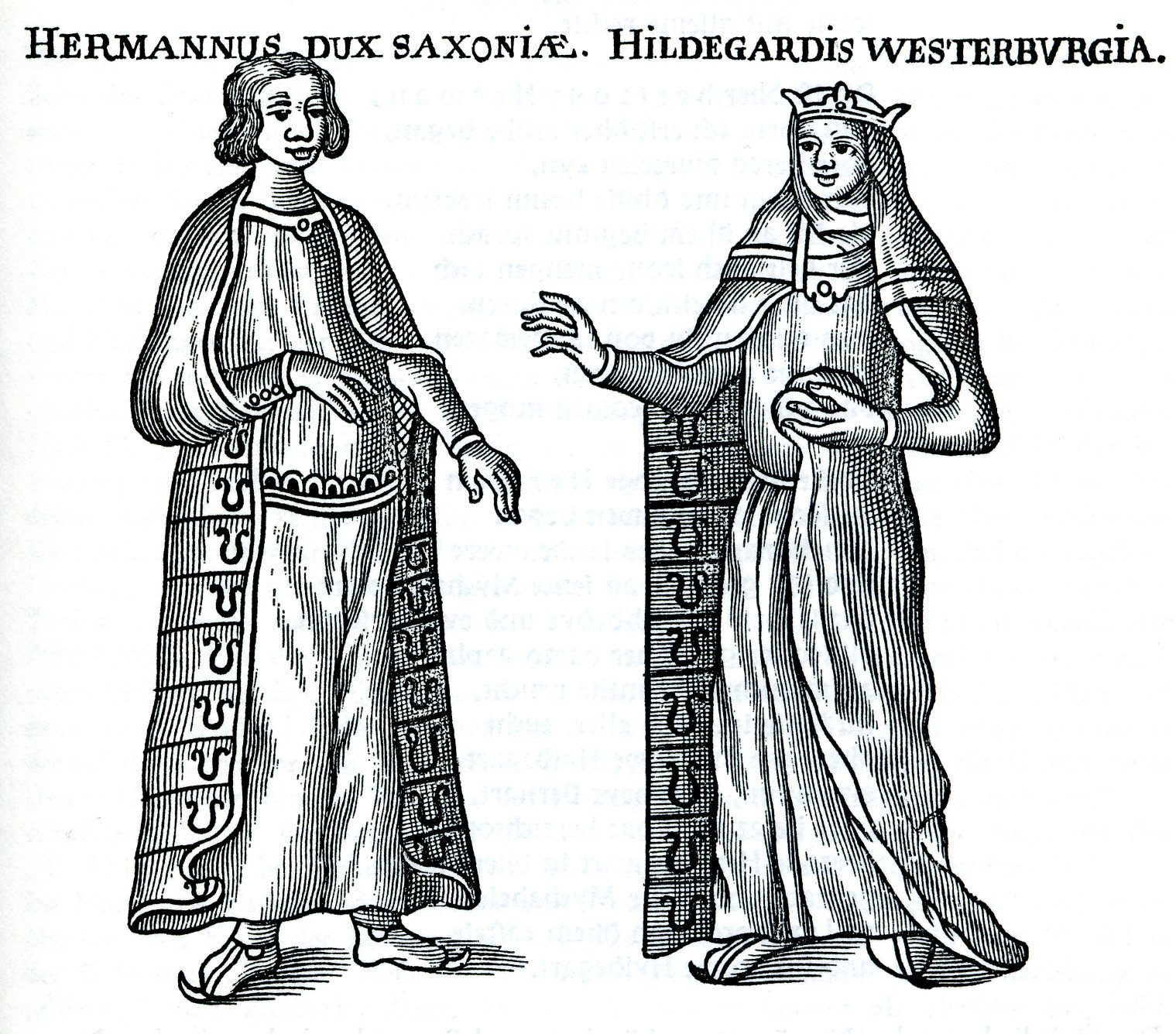
ヘルマン・ビルングと妻とされるヒルデガルト

ヘルマン・ビルング（Hermann Billung, ? - 973年3月27日）は、ザクセン辺境伯。ビルング家の家祖。

## 生涯
ヘルマンの両親は不明である。また、ヘルマンはビルングの最初のザクセン公とされているが、正確なことはわかっていない。936年に東フランク王に即位したオットー1世（ザクセン公オットー2世）は、彼が不在の間のザクセン公国の統治をヘルマンに任せていた。しかし、公式文書ではヘルマンは「ザクセン公」ではなく、軍事指揮官、あるいはザクセン伯、ザクセン辺境伯などと署名していた。ヘルマンの息子のベルンハルト1世になって、ようやく正式なザクセン公と承認される。兄のヴィヒマンはオットー1世の母マティルデの姉妹と結婚していたが、弟ヘルマンが辺境伯に任ぜられると、これに対する不満から937年に対スラヴ族戦線を離脱し、翌938年のオットー1世の異母兄タンクマールの反乱に参加している。
ヘルマンは東フランク王国の北東を防衛してスラブ人と戦った。また、ヘルマンは自身の領地であるリューネブルクに聖ミヒャエル修道院を建設した。

## 子女
- ベルンハルト1世（950年頃 - 1011年）
- リウトガー（? - 1011年2月26日） - レウムとヴェストファーレンガウの伯
- マティルデ（935/45年 - 1008年5月25日） - 1.フランドル伯ボードゥアン3世と結婚、2.ヴェルダン伯ゴットフリート（アルデンヌ家）と結婚
- ズアンヒルデ（シュヴァンヒルト）（945/55年 - 1014年11月26/28日） - 1.マイセン辺境伯ティートマール1世と結婚、2.マイセン辺境伯エッケハルト1世と結婚
- インマ（? - 1002年） - ヘルフォルト女子修道院長（973-1002）

## 脚註
1. ↑  ヘルマン・ビルング - Find a Grave（英語）
2. ↑  瀬原、p. 75-76
3. ↑  瀬原、p. 81, 86